# الرقة (السدة)

تعديل مصدري - تعديل

الرقة محلة تابعة لقرية وسمان، التابعة لعزلة وادي عصام بمديرية السدة إحدى مديريات محافظة إب في الجمهورية اليمنية.، بلغ تعداد سكانها 82 حسب تعداد اليمن لعام 2004.